# Eduardo Gamboa
Eduardo Gamboa (1956. április 30. –) chilei nemzetközi labdarúgó-játékvezető.

## Pályafutása

### Nemzeti játékvezetés
A nemzeti labdarúgó-szövetségének megfelelő bírói bizottságok minősítése alapján jutott magasabb osztályokba. A küldési gyakorlat szerint rendszeres 4. bírói, illetve alapvonalbírói szolgálatot is végzett. Az I. Liga játékvezetőjeként 2000-ben vonult vissza.

### Nemzetközi játékvezetés
A Chilei labdarúgó-szövetség Játékvezető Bizottsága (JB) terjesztette fel nemzetközi játékvezetőnek, a Nemzetközi Labdarúgó-szövetség (FIFA) 1992-től tartotta nyilván bírói keretében. A FIFA JB központi nyelvei közül a spanyolt beszéli. Több nemzetek közötti válogatott és klubmérkőzést vezetett, vagy működő társának 4. bíróként segített. A  nemzetközi játékvezetéstől 2000-ben a FIFA JB 45 éves korhatárának elérésével búcsúzott.

#### Labdarúgó-világbajnokság
A világbajnoki döntőkhöz vezető úton Franciaországba a XVI., az 1998-as labdarúgó-világbajnokságra, valamint Dél-Koreába és Japánba a XVII., a 2002-es labdarúgó-világbajnokságra a FIFA JB játékvezetőként alkalmazta. Selejtező mérkőzéseket az CONMEBOL, valamint a CONCACAF zónákban vezetett.

##### 1998-as labdarúgó-világbajnokság

###### Selejtező mérkőzés
| Időpont            | Helyszín                                             | Mérkőzés típusa           | Mérkőzés           | Eredmény | Nézők száma |
| ------------------ | ---------------------------------------------------- | ------------------------- | ------------------ | -------- | ----------- |
| 1996. december 15. | Polideportivo de Pueblo Nuevo Stadion, San Cristóbal | előselejtező (7. forduló) | Venezuela–Kolumbia | 0 – 2    | 25 000      |
| 1997. október 5.   | Estadio Azteca, Mexikóváros                          | előselejtező (4. csoport) | Mexikó–Salvador    | 5 – 0    | 115 000     |

##### 2002-es labdarúgó-világbajnokság

###### Selejtező mérkőzés
| Időpont           | Helyszín                                    | Mérkőzés típusa           | Mérkőzés          | Eredmény | Nézők száma |
| ----------------- | ------------------------------------------- | ------------------------- | ----------------- | -------- | ----------- |
| 2000. március 29. | Liga Deportiva Universitaria Stadion, Quito | előselejtező (1. forduló) | Ecuador–Venezuela | 2 – 0    | 37 288      |

#### Női labdarúgó-világbajnokság
A világbajnoki döntőkhöz vezető úton Svédországba a 2., az 1995-ös női labdarúgó-világbajnokságra a FIFA JB bíróként foglalkoztatta.

##### 1995-ös női labdarúgó-világbajnokság

###### Világbajnoki mérkőzés
| Időpont          | Helyszín                     | Mérkőzés típusa              | Mérkőzés               | Eredmény | Nézők száma |
| ---------------- | ---------------------------- | ---------------------------- | ---------------------- | -------- | ----------- |
| 1995. június 8.  | Tingvallen Stadion, Karlstad | csoportmérkőzés (B. csoport) | Norvégia–Anglia        | 2 – 0    | 5520        |
| 1995. június 10. | Arosvallen Stadion, Västerås | csoportmérkőzés (C. csoport) | Kína–Dánia             | 3 – 1    | 1619        |
| 1995. június 13. | Strömvallen Stadion, Gävle   | egyik negyeddöntő            | Japán–Egyesült Államok | 0 – 4    | 3756        |

#### Copa América
Bolívia rendezte a 38., az 1997-es Copa América labdarúgó tornát, ahol a CONMEBOL JB hivatalnoki feladatra vette igénybe szolgálatát.

##### 1997-es Copa América

###### Copa América mérkőzés
| Időpont          | Helyszín                       | Mérkőzés típusa              | Mérkőzés          | Eredmény | Nézők száma |
| ---------------- | ------------------------------ | ---------------------------- | ----------------- | -------- | ----------- |
| 1997. június 15. | Olímpico Patria Stadion, Sucre | csoportmérkőzés (B. csoport) | Uruguay–Venezuela | 2 – 0    | 1000        |

## Szakmai sikerek
1995-ben és 1996-ban a Chilei Labdarúgó-szövetség JB az Év Játékvezetője címmel ismerte el szakmai felkészültségét.